# Marialva (Mêda)
Marialva é uma vila portuguesa sede da Freguesia de Marialva do Município de Mêda, freguesia com 19,15 km² de área e 177 habitantes (censo de 2021), tendo, assim, uma densidade populacional é 9,2 hab./km².
A povoação de Marialva foi elevada à categoria de vila em 1999.

## Demografia
Nota: No censo de 1864 figura no concelho de Vila Nova de Foz Côa. Passou para o atual concelho (agora município) por decreto de 4 de dezembro de 1872.
A população registada nos censos foi:
| Distribuição da População por Grupos Etários | Distribuição da População por Grupos Etários | Distribuição da População por Grupos Etários | Distribuição da População por Grupos Etários | Distribuição da População por Grupos Etários |
| -------------------------------------------- | -------------------------------------------- | -------------------------------------------- | -------------------------------------------- | -------------------------------------------- |
| Ano                                          | 0-14 Anos                                    | 15-24 Anos                                   | 25-64 Anos                                   | > 65 Anos                                    |
| 2001                                         | 23                                           | 21                                           | 119                                          | 108                                          |
| 2011                                         | 7                                            | 16                                           | 102                                          | 130                                          |
| 2021                                         | 6                                            | 3                                            | 68                                           | 100                                          |

## História
Designada Cividade dos Áravos (em latim: Civitas Aravorum) à época romana, terá sido reconstruída no tempo de Trajano e Adriano, tendo sido ponto de confluência e cruzamento de vias, entre as quais a via imperial da Guarda a Numão.
Os Godos instalaram-se na região alterando o nome para São Justo, sucedendo-lhes a ocupação árabe e o seu novo nome, Malva, reconquistada por D. Fernando Magno de Leão, em 1063, e novamente rebaptizada para Marialva.
D. Afonso Henriques mandou-a repovoar, concedendo-lhe o primeiro foral em 1179. Conhece-se novo repovoamento durante o reinado de D. Sancho I, no século XIII, altura em que o povoado terá extravasado além muros, formando-se assim o Arrabalde.
Durante o reinado de D. Dinis foi criada a Feira (1286) e recebe Foral Novo (1512) já em tempos de D. Manuel. Ambos procederam a obras no castelo.
Possivelmente devido à localização fronteiriça - e estimulada pela Feira, ao 15.º dia de cada mês, que concedia diversos privilégios aos moradores e feirantes - assistiu-se no século XII à fixação de judeus.
Foi vila e sede de concelho entre 1157 e 1855. Era constituída pelas freguesias de Aldeia Rica, Barreira, Carvalhal, Coriscada, Gateira, Marialva (Santiago), Marialva (São Pedro), Pai Penela, Rabaçal e Vale de Ladrões. Tinha, em 1801, 2 919 habitantes.
Após as reformas administrativas do início do liberalismo foram-lhe anexadas as freguesias de Chãs e Santa Comba. Tinha, em 1849, 4 042 habitantes e ocupava uma superfície de 166 km².

## Património
- Igreja de São Tiago
- Capela de São João
- Capela de Santa Bárbara
- Igreja Matriz de São Pedro
- Capela da Senhora da Guia
- Capela da Senhora do Mileu

## Economia
A sua economia baseia-se principalmente na actividade agrícola, tendo como principais produtos a batata, os cereais, o vinho e o azeite.

## Topografia
A aldeia foi fundada "em zona montanhosa e granítica de topografia algo difícil e irregular, descendo até à margem esquerda da ribeira de Marialva. Ergue-se num monte rodeado de outeiros e penhascos."